# Узойкин, Александр Петрович
Александр Петрович Узойкин — советский хозяйственный, государственный и политический деятель, Герой Социалистического Труда.

## Биография
Родился в 1922 году в селе Наборные Сыреси. Член КПСС.
С 1939 года — на хозяйственной, общественной и политической работе. В 1939—1982 гг. — учётчик машинно-тракторной станции, участник Великой Отечественной войны, тракторист на Чукальской машинно-тракторной станции, бригадир тракторной бригады Чукальской МТС Козловского района Мордовской АССР, бригадир тракторной бригады колхоза «Рассвет» в селе Пилесево Атяшевского района, инженер Атяшевского районного объединения «Сельхозтехника», бригадир тракторной бригады колхоза имени Коминтерна в селе Козловка.
Указом Президиума Верховного Совета СССР от 1 июля 1950 года присвоено звание Героя Социалистического Труда с вручением ордена Ленина и золотой медали «Серп и Молот».
Избирался депутатом Верховного Совета СССР 4-го созыва.
Умер в селе Наборные Сыреси в 1983 году.